# La Font Mollor
La Font Mollor és una obra de la Selva de Mar (Alt Empordà) inclosa a l'Inventari del Patrimoni Arquitectònic de Catalunya.

## Descripció
Situada a l'oest del nucli urbà de la població, en un reduït eixamplament del carrer al qual dona nom, paral·lel a la riba esquerra de la riera de la Selva, al veïnat de Sant Sebastià.
Font formada per una ampla arcada de mig punt feta amb lloses estretes, de pissarra i disposades a sardinell. Al mur que la tanca, bastit amb rebles lligats amb morter, hi ha una portella enreixada que dona a la cisterna, donat que la font actualment s'utilitza com a pou públic. La cisterna és gran, coberta amb volta de canó en la qual s'hi veuen les marques de l'encanyissat. Als peus del mur hi ha un brollador i una mensa de pica d'obra, moderna. Als costats hi ha un banc corregut de pedra. Damunt l'arcada hi ha el nom de la font amb rajoles ceràmiques.

## Història
La Font Mollor "fou engrandida fa uns cent anys gràcies a una nova mina. Actualment és un pou cobert que ostenta una arcada de pedra. Pot pouar-se l'aigua per mitjà d'una corriola. És possible que sigui la font més antiga del poble." (J.Quintana, op.cit.). Es coneix que els anys 1913 i 1948, la font fou objecte de diverses reparacions.